# Kapelle (Oberhäuser)

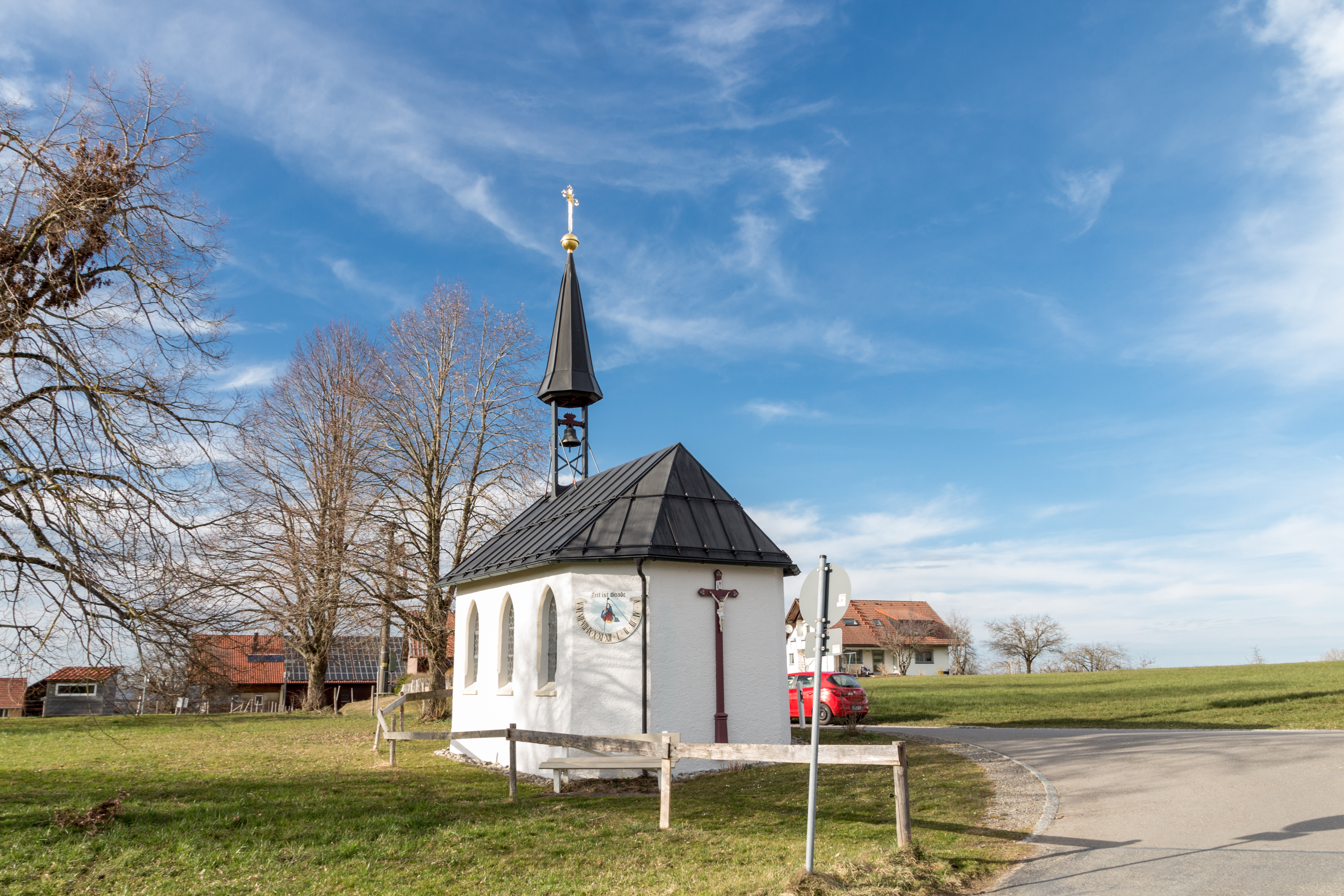
Kapelle in Oberhäuser

Die römisch-katholische Kapelle steht in Oberhäuser, einem Gemeindeteil von Heimenkirch im schwäbischen Landkreis Lindau (Bodensee) in Bayern. Das denkmalgeschützte Bauwerk ist in der Liste der Baudenkmäler in Heimenkirch unter der Nr. D-7-76-114-9 eingetragen.

## Beschreibung
Die neugotische Saalkirche wurde 1897 anstelle einer Holzkirche von 1838 erbaut. Sie besteht aus einem Langhaus, das im Südosten dreiseitig geschlossen ist. Aus ihrem Dach erhebt sich ein offener, mit einem spitzen Helm bedeckter Dachreiter, in dem eine Kirchenglocke hängt. Zur Kirchenausstattung gehört ein Altar, an dem sich ein Relief aus dem letzten Viertel des 16. Jahrhunderts mit der Anbetung der Könige befindet, das ursprünglich zur Pfarrkirche in Heimenkirch gehörte.